# 諏訪博
諏訪 博（すわ ひろし、1915年（大正4年）6月11日 - 1989年（平成元年）12月9日）は、日本の実業家。北海道小樽市出身。TBS社長などを歴任した。

## 来歴・人物
小樽中学校（現・北海道小樽潮陵高等学校）、慶應義塾大学経済学部卒業後、国際電気通信に入社。
1951年（昭和26年）、TBSの前身であるラジオ東京の設立に参加。ラジオ編成部長、テレビ演出部長、テレビ営業局長、1964年（昭和39年）11月常務を歴任。1969年（昭和44年）11月28日社長に昇格、1977年（昭和52年）6月29日会長に退き、山西由之に社長を譲る。
1983年（昭和58年）相談役、1986年（昭和61年）山西が死去したため3月25日会長に復帰し、1989年（平成元年）6月29日特別顧問。
不朽の名作ドラマ『私は貝になりたい』の演出を手掛け、「ドラマのTBS」の基礎を築いた。また広告契約の「個別セールス」方式を開発したほか、大阪ネットワーク局の朝日放送から毎日放送へのネットチェンジなどテレビ局の経営近代化にも尽力した。晩年は放送番組センター会長として、番組保存に力を注いだ。
1989年（平成元年）12月9日、前立腺ガンのため74歳で死去。

## 著書
- 『一葦の記―私の民放営業三十年』TBSブリタニカ、1981年1月。ISBN 978-4484000749